# Typefout

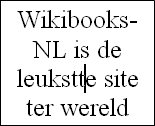
Wikibooks tikfout

Een typefout, typfout of tikfout, informeel vaak afgekort als typo naar het Engelse typographical error, is een onbewuste fout die wordt gemaakt tijdens het typen. Het zijn geen fouten die gemaakt worden door onwetendheid of te geringe kennis van de taal of spelling, maar fouten die worden gemaakt doordat een vinger verkeerd neerkomt op een toets van het toetsenbord of, in het verleden, van de schrijfmachine.
Typefouten worden vooral zichtbaar als er letters ontbreken of te veel zijn, of als een letter vervangen is door een (op het toetsenbord naastgelegen) leesteken. Als het aantal letters klopt, wordt over veel typefouten heen gelezen, vooral als slechts een paar letters van plaats verwisseld zijn (dit kan gebeuren bij snelle typers die met meerdere vingers typen, door de toetsen net in de verkeerde volgorde aan te slaan). Soms worden typefouten gemaakt doordat iemand een toetsenbord met een andere indeling gebruikt dan hij of zij gewend is (bijvoorbeeld AZERTY in plaats van QWERTY).

## Correctie van typefouten
Voordat de digitale tekstverwerking haar intrede deed, werd er direct op papier getypt. De typistes deden dan ook hun uiterste best om zo min mogelijk typefouten te maken. Als er toch een fout gemaakt was, bestonden er allerhande middelen om deze te corrigeren; in eerste instantie door gebruik van gum, later door een vloeistof waarmee een letter wit kon worden gelakt: Tipp-Ex. Ook werd soms een folie gebruikt die een witte afdruk achterliet: dezelfde letter moest dan weer op dezelfde plaats getypt worden zodat de foute letter werd afgedekt en de juiste letter eroverheen kon worden getypt. Later kwamen er zelfs gekleurde lakken voor gebruik op gekleurd papier. De modernste typemachines hadden een ingebouwd correctielint. De toets om het lint te gebruiken, was een voorloper van de 'backspace'-toets die op toetsenborden aanwezig is.

## Typefouten en spelfouten
Meestal worden typefouten gemaakt terwijl de schrijver wel de juiste spelling kent, maar soms worden er andere fouten gemaakt, spelfouten genoemd. Een spelfout, zoals spelvaud, wordt niet veroorzaakt door een verkeerd gebruik van het toetsenbord, maar doordat de schrijver de juiste spelling niet kent (of in dit geval opzettelijk een verkeerde spelling gebruikt). Een historische spelfout die vaak gemaakt werd, is typfout. Tot 2015 vermeldde het Groene Boekje alleen de vorm typefout, net als bij typemachine — terwijl het wel ik typ en jij typt is. Na 2015 werd ook typfout opgenomen.
In de Spellingwijzer Onze Taal worden beide vormen goedgekeurd, maar wordt de voorkeur gegeven aan de spelling typfout.

## Typefouten op het internet
Bij de opkomst van Usenet en het World Wide Web als populaire vorm van massacommunicatie gingen veel mensen het toetsenbord gebruiken die daar niet ervaren mee waren of er niet voor waren opgeleid. Er ontstond een cultuur waarbij typefouten in deze informele communicatie door de vingers werden gezien. Zo zullen de meeste mensen niet vallen over een typefout in een e-mail.

## Spellingcontrole
Met de invoering van de spellingcontrole in tekstverwerkers is het mogelijk om sommige typefouten automatisch te laten corrigeren. Zo kunnen de meeste tekstverwerkers de veel gemaakte omwisseling eht direct verbeteren naar het. De programma's zijn echter verre van perfect. Ze kijken meestal alleen naar individuele woorden, niet naar het zinsverband. Deze functie komt langzaam maar zeker wel steeds vaker voor, maar is verre van perfect. Bovendien zal een spellingcontrole waarschijnlijk nooit een typefout in bijvoorbeeld een jaartal kunnen ontdekken, noch typefouten die binnen een bepaalde woordsoort weer een geldig woord opleveren (bijvoorbeeld leken in plaats van keken; ook veel dt-fouten vallen in deze categorie, doordat persoonsvorm en deelwoord worden omgewisseld, waardoor een verkeerd gespelde vorm niet als fout herkenbaar is).
Zelfs waar de spellingcontrole wel met de zinsbouw probeert rekening te houden, is het resultaat vaak teleurstellend. Dat komt met name doordat een programma voor spellingcontrole nog onvoldoende in staat is de gehele syntaxis van een zin te onderkennen. Vaak verdisconteert het alleen woordvolgorde of woordnabijheid. In een taal als het Nederlands kan dat bijvoorbeeld grote problemen opleveren bij de combinatie van onderwerp en gezegde, die, afhankelijk van de zinsoort, in sterk uiteenlopende volgorden optreden.

## Bekende typefouten uit de geschiedenis

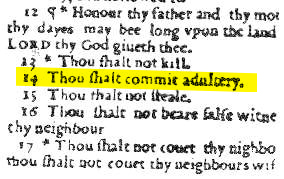
De typefout in de Wicked Bible.

- In de Engelse Wicked Bible, een editie uit 1631 van de King Jamesbijbel (1611), stond een typefout in het zevende gebod. In plaats van 'Thou shalt not commit adultery', 'gij zult geen overspel plegen', was te lezen: 'Thou shalt commit adultery' ('gij zult overspel plegen'). Daarnaast werd in Deuteronomium 5:24 gesproken over de 'great-asse' van God, in plaats van de 'greatnesse' van God.[4]
- Een mogelijke oorzaak voor het mislukken van de lancering van de ruimtevlucht Mariner 1 op 22 juli 1962 was het ontbreken van een streepje in de computercode of in de berekeningen.[5]
- Zoekmachine Google heeft zijn naam te danken aan een typefout. In plaats van googol, als afkorting van het getal googolplex, registreerde medebedenker van de naam Sean Anderson in 1997 de domeinnaam van google.[6]
- Op 31 mei 2017 gebruikte de Amerikaanse president Donald Trump in een van zijn tweets het niet-bestaande woord 'covfefe'. Vermoedelijk was dit een typefout voor coverage, maar op Twitter werden vele, uiteenlopende betekenissen aan het woord gegeven.[7]